# Ville de Coffs Harbour
La ville de Coffs Harbour (en anglais : City of Coffs Harbour) est une zone d'administration locale située dans l'État de Nouvelle-Galles du Sud en Australie. 

## Géographie
La zone s'étend sur 1 175 km2 dans la région de Mid North Coast au nord-est de la Nouvelle-Galles du Sud, ouverte sur la mer de Tasman.
Elle est traversée par la Pacific Highway et la North Coast Railway.
Elle abrite la ville de Coffs Harbour ainsi que les localités de Arrawarra, Boambee, Boambee East, Bonville, Brooklana, Bucca, Coramba, Corindi, Corindi Beach, Crossmaglen
Emerald Beach, Karangi, Korora, Lowanna, Moonee Beach, Mullaway Beach, Nana Glen, Red Rock, Sandy Beach, Sapphire Beach, Sawtell, Timmsvale, Toormina, Ulong, Upper Corindi, Upper Orara et Woolgoolga.

## Histoire
La région était habitée à l'origine par les Gumbaynggirr.
Créé en 1961, le comté de Coffs Harbour est élevé au rang de ville le 1er septembre 1987.

## Démographie
La population s'élevait à 68 413 habitants en 2011 et à 72 944 habitants en 2016.

## Politique et administration
Le conseil municipal comprend le maire, élu directement, et huit autres membres élus pour quatre ans. À la suite des élections du 4 décembre 2021, le conseil est formé de sept indépendants, un travailliste et un vert.

### Liste des maires
| Période                                  | Période        | Identité       | Étiquette    | Qualité |
| ---------------------------------------- | -------------- | -------------- | ------------ | ------- |
| Les données manquantes sont à compléter. |                |                |              |         |
| 2008                                     | 2004           | Jenny Bonfield |              |         |
| 2004                                     | septembre 2012 | Keith Rhoades  |              |         |
| septembre 2012                           | janvier 2022   | Denise Knight  | Indépendante |         |
| janvier 2022                             | en fonction    | Paul Amos      | Indépendant  |         |